# Erechtia sanguinolenta
Erechtia sanguinolenta är en insektsart som beskrevs av Leon Fairmaire. Erechtia sanguinolenta ingår i släktet Erechtia och familjen hornstritar. Inga underarter finns listade i Catalogue of Life.